# عامل واکنش هورمون
عامل واکنش هورمون (انگلیسی: Hormone response element) یا به اختصار HRE، یک توالی کوتاه از مولکول دی‌ان‌ای در درون پروموتر یک ژن است که می‌توان به بخش خاصی از یک کمپلکس گیرنده هورمون متصل شده و سبب تغییر و تنظیم رونویسی ژنی گردد. این عامل واکنش اغلب یک جفت توالی تکراری ناهمسو است که توسط سه نوکلئوتید از هم جدا شده‌اند. عامل واکنش هورمون به هورمون‌های استروئیدی واکنش نشان می‌دهد، چنان‌که گیرندهٔ فعال‌شدهٔ هورمون استروئیدی یک فاکتور رونویسی است که قابلیت اتصال به HRE را دارد. نتیجه آنکه، این کار سبب تنظیم رونویسی ژنی در اثر مداخلهٔ هورمون‌های استروئیدی می‌گردد.
یک ژن ممکن است چندین «عامل واکنش هورمون» مختلف داشته باشد و بدین ترتیب کنترل و تنظیمی پیچیده بر سرعت و اندازهٔ رونویسی ژنی اعمال می‌گردد.
از عوامل واکنش هورمون در سلول‌های ترانس‌ژنی حیوانات جهت القای بیان ژن استفاده می‌شود.
دو مثال از HRE، «عامل واکنش هورمون استروژن» و «عامل واکنش هورمون آندروژن» است.